# José Magriñá
José Antonio Magriñá Rodeiro (14 tháng 12 năm 1917 — 2 tháng 8 năm 1988) là một cựu cầu thủ bóng đá người Cuba.

## Sự nghiệp thi đấu quốc tế
Anh ta đại diện cho Đội tuyển bóng đá quốc gia Cuba tại Giải vô địch bóng đá thế giới 1938, ghi 1 bàn thắng trong trận gặp România.